# بادخان چندسویه
بادخان‌های چند-سویه را معمولاً به گونه‌ای طراحی می‌کردند که دارای دو یا چند کانال عمودی باشد، کانال‌ها از این مزیت افزوده برخوردار بودند: باعث بروز پدیده مکش در طرف باد- پشت برج می‌شدند و در یک طرف بادخان را قادر به مکیدن هوا می‌کردند و در همین زمان در طرف دیگر به عنوان سیستم مکش و خروجی عمل می‌کنند. فضای گشودگی‌های ورودی و خروجی بادخان، ۵٪-۳٪ فضای کف را شکل می‌دهد.
قرن هاست که از بادخان در اقلیم‌های گرم و خشک خاورمیانه استفاده می‌کنند. از گذشته، این برج‌های تهویهٔ طبیعی برای خنک کردن درون ساختمان متکی به بادهای خارجی بوده، معمولاً به وسایلی برای خنک کردن هوای تازه تجهیز می‌شوند. در اقلیم گرم و خشک خاورمیانه، هوایی که وارد بادخان می‌شود از رطوبت پایینی برخوردار است. اگر حوضچه خاکی بدون شیشه و سرشار از آب یا لباس و زغال خیسی در ورودی هوا قرار گیرد، هوای تازه، به هنگام تبخیر آب، خنک می‌شود.
طرح بادخان به ویژگی‌های باد منطقه وابسته است. اگر جهت‌های باد کمابیش قابل پیش‌بینی باشند، می‌توان بادخان را یک- سویه طراحی کرد. چنانچه جهت‌های باد آشفته باشند، بادخان را چند- سویه طراحی می‌کنیم.
بادخان‌های چند-سویه را معمولاً به گونه‌ای طراحی می‌کردند که دارای دو یا چند کانال عمودی باشد، کانال‌ها از این مزیت افزوده برخوردار بودند: باعث بروز پدیده مکش در طرف باد- پشت برج می‌شدند و در یک طرف بادخان را قادر به مکیدن هوا می‌کردند و در همین زمان در طرف دیگر به عنوان سیستم مکش و خروجی عمل می‌کنند. فضای گشودگی‌های ورودی و خروجی بادخان، ۵٪-۳٪ فضای کف را شکل می‌دهد.
وقتی هیچگونه بادی در کار نیست، هر گونه بادخان به عنوان دستگاه تهویه عمل می‌کند زیرا فرایند حرکت هوا بر عکس اثر مکیدن است. فشار هوای بیرونی کمتر از فشار هوای درون ساختمان است، در نتیجه هوای گرم درونی، به وسیله اثر دودکشی، به بیرون برج کشیده می‌شود. با وجود این، اثر دودکشی به تنهایی کمتر از اثر باد کاراست. سکون کامل باد نادر است و معمولاً دو اثر در هم می‌آمیزند.